# Primeiro Cônsul
Primeiro Cônsul (em francês: Premier Consul) foi um título usado por Napoleão Bonaparte após a sua tomada do poder pela força, na França.
Originalmente, composta por três cônsules iguais, no governo Francês instituído por Bonaparte e Sieyès, e depois do golpe de 18 de Brumário (a 9 de Novembro de 1799), estabeleceu o Consulado em França (1799-1804). Napoleão, no entanto, surgiu como o mais forte dos três cônsules.

## História do termo
O termo cônsul vem do período dos Romanos. Ele foi posteriormente reforçado ao seu vínculo com Roma, construindo arcos triunfais (tais como o Arco do Triunfo) e monumentos no estilo da Roma Antiga.
O título de cônsul, em Roma, foi usado pelos dois mais poderosos magistrados no governo. Os cônsules da República Romana (juntamente com os senadores), foram os mais altos cargos militares. Ambos os cônsules tinham igual competência e podia vetar um ao outro. Esta foi a forma de evitar o aparecimento de uma tirania. No entanto, em momentos de crise, o senado poderia nomear um ditador.
O sistema francês, instalado durante a desagregação do governo da Primeira República, foi semelhante, mas com três cônsules, em vez de dois. Napoleão Bonaparte, de longe o mais ambicioso e carismático dos três, tornou-se o mais proeminente. Num referendo mais tarde, ele recebeu o título de "primeiro cônsul vitalício", sendo uma posição maior do que ditador na Roma Antiga, que no sistema romano, tinha poder por um prazo  de seis meses. Napoleão permaneceu por muito mais tempo e, depois proclamou-se como imperador de França.

## Outros cônsules
O segundo cônsul foi Jean-Jacques-Régis de Cambacérès; o terceiro foi Charles-François Lebrun.